# Ri Jong-sik
Ri Jong-sik (koreanisch 리정식; geb. 14. Februar 2000 in Pjöngjang) ist ein nordkoreanischer Tischtennisspieler. Er trat bei den Olympischen Sommerspielen 2024 in Paris an und konnte im Wettbewerb Doppel (Mixed) zusammen mit Kim Kum-yong die Silbermedaille erringen.

## Leben
Ri wurde am 14. Februar 2000 in Pjöngjang, Nordkorea geboren. 2015 nahm er an den asiatischen Juniorenmeisterschaften teil. Er spielte bei den DPR Korea Open 2016, 2017 und 2018. 2019 spielte er bei den China Open im Juni, den Pyongyang Open im Juli und den Asienmeisterschaften 2019 im September. Er erreichte die dritte Runde im Einzel der Asienmeisterschaften und gewann drei Runden im Doppel zusammen mit Ham Yu-song, bevor sie vom Team aus Hongkong geschlagen wurden.
Ri nahm an den 2023 ausgetragenen Asienspielen 2022 an vier Wettbewerben teil. Er erreichte in drei davon die Top 16, errang aber keine Medaille.
Im April 2024 qualifizierte sich Ri mit seiner Partnerin für das Mixed Doppel, Kim Kum-yong, für die Olympischen Sommerspiele 2024 durch einen 4:3-Sieg über Spanien im ITTF World Olympic Qualification Tournament.
Kim und Ri, die ohne Ranking bei der International Table Tennis Federation (ITTF) geführt werden, starteten ungesetzt im Mixedwettbewerb und mussten in der Eröffnungsrunde gegen das Mixed-Doppel Japans antreten. In einem unerwarteten Außenseitersieg (Upset) schlug das nordkoreanische Paar Japan mit 4–1. Das Team konnte auch das schwedische Team und das Hongkonger Team besiegen und traf im Finale auf China. Sie unterlagen im Finale mit 2:4 und errangen die Silbermedaille. Sie wurden somit die ersten olympischen Medaillengewinner aus Nordkorea in acht Jahren. Nach dem Turnier beantwortete das Paar kurz einige Presseanfragen, nachdem sie zuvor alle Kommentare vermieden hatten. Kim verkündete: “We prepared a lot for the Olympics. We had a good performance but there are some regrets. We’ll do better next time to win the gold.” (deutsch: „Wir haben uns sehr gut auf die Olympischen Spiele vorbereitet. Wir haben eine gute Leistung erbracht, aber es gibt einige Dinge, die wir bedauern. Beim nächsten Mal werden wir es besser machen, um Gold zu gewinnen.“).
Bei der Medaillenfeier teilten Kim und Ri ein Selfie auf dem Podium mit den anderen Medaillengewinnern, inklusive Lim Jong-hoon und Shin Yu-bin aus Südkorea. Das wurde in aller Welt als Moment großen Sportsgeistes gefeiert, führte Berichten zufolge jedoch zu Kritik durch die nordkoreanischen Behörden, die nach Berichten des The Guardian Kim und Ri bei ihrer Rückkehr unter „ideologische Untersuchung“ („ideological scrutiny“) stellten.